# صاروخ دليلة

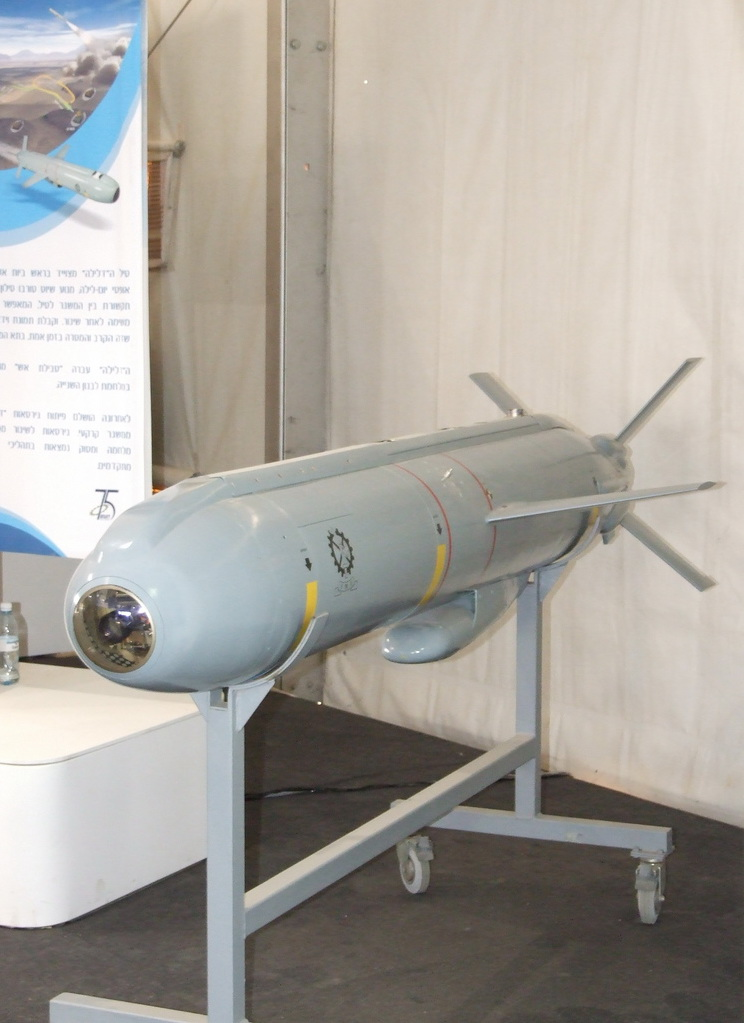
صاروخ دليلة

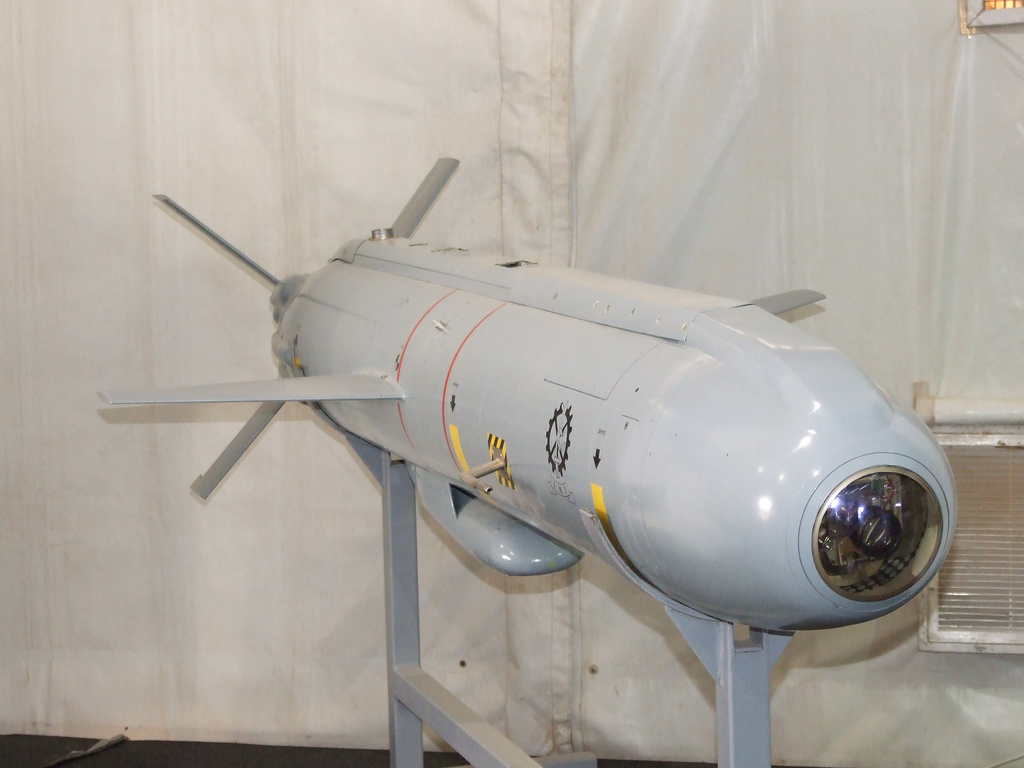
صاروخ دليلة

صاروخ دليلة (بالإنجليزية: Delilah) هو صاروخ جوال موجه جو-أرض وأرض-أرض طويل المدى من إنتاج الصناعات العسكرية الإسرائيلية. وهذا الصاروخ طُوِّر تحت غطاء من السرية في بداية السبعينيات من القرن العشرين وعرض في منتصف الثمانينيات وتم التضليل وقتها والإدعاء أنه طائرة بدون طيار يُسْتَخْدَم كهدف محاكي للمنظومات المضادة للطائرات، وحالياً (2009) تعرضه الصناعات العسكرية كصاروخ رد سريعا الكتروني ضوئي طويل المدى لتدمير أهداف متحركة، مثل الصواريخ المضاة للطائرات ومنظومات الدفاع الجوي الأخرى.

## تاريخ التطوير
خلال حرب أكتوبر وحرب الإستنزاف التي سبقتها، أصيبت بشدة طائرات القوات الجوية من منظومات الدفاع الجوي. وكانت إحدى الحلول التي بُحِثَت بواسطة القوات الجوية هي استخدام اهداف مشابهة، تكون في الحقيقة طائرات بدون طيار تجذب إليها نيران منظومات الدفاع الجوي لكي تتمكن الطائرات المهاجمة من الوصول بشكل آمن إلى تلك المنظومات وتدميرها، على غرار BQM-74شاكر الأمريكي (كأداة تستخدم كهدف جوي، خاصة لاحتياجات التدريب). في عام 1978 بدأ السلاح في مشروع تطوير الصاروخ «رام لفف» للإطلاق من الأرض، ليصبح ذو خصائص تحاكي الطائرة الحربية، لكن نتيجة لتكلفة المشروع واختيار اسلوب إطلاق النار المضاد الذي سيدمر منظومات الدفاع الجوي التي ترتفع عن الهجوم المباشر تحت غطاء بيئه مشبعه بأهداف مشابهة، نَقَلَت القوات الجوية المشروع إلى الصناعات الأمنية.
حملت الصناعات العسكرية على عاتقها مواصلة تطوير الصاروخ. ومفهوم تطوير هدف شبيه يحاكي طائرة حربية اُسْتُبْعِد، وبدأ في مكانه تطوير صاروخ موجه طويل المدى يُطْلَق في المقابل من الهواء، ويكون مسلحاً برأس ناسف، يهاجم بنفسه منظومات الدفاع الجوي. وفي إطار التطوير ضمت الصناعات العسكرية العديد من رجال القوات الجوية الذين شاركوا في مشروع «رام لفف».
في بداية التسعينيات من القرن العشرين أجريت تجربة إطلاق كامل لدليلة من طائرة F-4فاندوم («كورنس»). في عام 1994، بعد نجاح التجارب، أدخل إلى الخدمة في القوات الجوية الإسرائيلية صواريخ عملية، أطلق عليها في القوات الجوية اسم «حنيت»، وفي عام 2004 نُشر وجود طراز أرض-أرض تنفيذي. ولُوئِمَ الصاروخ ليُطْلَق من طائرات «كورنس 2000»(التعديل الإسرائيلي للطائرات F-4 فاندوم) وF-16C/D(«باراك»). بالإضافة إلى ذلك، كانت إحدى التعديلات التي أجريت على الطائرات الـ F-16I (سوفا) بناء على طلب القوات الجوية الإسرائيلية، هي تجهيزها مسبقاً لحمل الدليلة.
في حرب لبنان الثانية 2006 أُطْلِقَ هذا الصاروخ لأول مرة بشكل عملي، عندما دمرت الطائرة F-16Dالتابعة للقوات الجوية بواسطته شاحنة ذخيرة كانت متوجهة إلى حزب الله، وهي في طريقها من سوريا إلى جنوب لبنان.

## السمات
يتكون الصاروخ من عدة أجزاء. في جزئه الأمامي موضوع هوائي ورأس انجذابي مع قدرات صباحية ومسائية، وخلفه منظومات توجيه ومراقبة طيران تشتمل على طيار أوتوماتيكي ومنظومة ملاحة متطورة (منظومة ملاحة المرجعية وملاحة تعتمد على GPS). وخلف الجزء الإلكتروني يوجد رأس ناسف يزن 30 كيلوجرام وخزان وقود. وفي الجزء الأخير من الصاروخ توجد دفات التوجيه ومحرك تيربو نفاث ذو قوة دفع 165 رطل من إنتاج محركات بيت شيمش، الذي يسمح للصاروخ بالوصول إلى 0.9 ماخ (حوالي 1100 كم/ساعة)بارتفاع أقصى يبلغ حوالي 30.000 قدم. ويتوجه الصاروخ إلى هدفه من خلال نقاط تحديد وارتفاعات تحليق مخزنة به مسبقاً. وهو يتحرك بسرعة تحت سرعة الصوت وبارتفاع أقصى يبلغ 30.000 قدم ويمكنه الوصول إلى مدى يقدر بحوالي 300 كم. ورأس الانجذاب الخاص بالصاروخ يتضمن منظومات رؤية صباحية وليلية، وحساسات إلكترونية ضوئية لرصد الأهداف تسمح للصاروخ بإصابة الأهداف المتحركة. ويمكنها تحديد أهداف على بعد ما يقرب من 16 كم من الصاروخ. يتميز أيضا بعدة مميزات خاصة به مقارنة بالصواريخ الموجهة الأخرى. مثل خط اتصال لاسلكي يربط بين الصاروخ ومنصة الإطلاق، الذي يمكنه من التحليق في منطقة الهدف بغرض جمع معلومات استخباراتية عسكرية، ورصد أهداف أو تقدير إصابة الأهداف. بالإضافة إلى ذلك يستطيع مشغل السلاح إبطال التحليق النهائي للصاروخ للهدف وأجراء مناورة اوتوماتيكية، بمعنى انسحاب الصاروخ لارتفاع تحليق مرتفع مرة أخرى وتنفيذ هجوم آخر وفق الحاجة.

## الطرازات
عُدِّلَ دليلة على مدار السنين، وتطورت أجيال أكثر تطوراً منه، لكن لأسباب أمنية سُميت كل الطرازات باسم دليلة، بدون إضافة إحصائيات تدل على تغير الطراز. بالإضافة إلى طرازات إطلاق النار من الجو التي أطلق عليها جميعاً «دليلة»، أنتجت الصناعات العسكرية صواريخ مزودة بقذيفة سريعة يمكن اطلاقها من المروحيات، أو من الأرض أو من القطع البحرية.

## المستخدمون
- إسرائيل